# Mongrassano
Mongrassano (albanès Mungrasana) és un municipi italià, dins de la província de Cosenza. L'any 2006 tenia 1.694 habitants. És un dels municipis on viu la comunitat arbëreshë, encara que no s'hi parla albanès des de fa un segle. Limita amb els municipis d'Acquappesa, Bisignano, Cervicati, Cerzeto, Fagnano Castello, Fuscaldo, Guardia Piemontese i San Marco Argentano.

## Administració
| Període | Identitat         | Partit         |
| ------- | ----------------- | -------------- |
| 2006-   | Ferruccio Mariani | Centreesquerra |